# Цифу Гожэнь
Цифу Гожэнь (кит. трад. 乞伏國仁, упр. 乞伏国仁, пиньинь Qǐfú Guórén, ?-388) — сяньбийский вождь, основатель государства Западная Цинь.

## Биография
Отец Цифу Гожэня — сяньбийский вождь Цифу Сыфань — покорился в 371 году Ван Туну (генералу государства Ранняя Цинь), и ему было позволено сохранить своё племя и его территорию в качестве вассалов Ранней Цинь в юго-западной части современной китайской провинции Ганьсу. В 376 году Цифу Сыфань скончался, и Цифу Гожэнь унаследовал его место.
В 383 году император Фу Цзянь решил окончательно разгромить империю Цзинь и объединить все китайские земли под своей властью. Изначально Цифу Гожэнь должен был стать одним из полководцев его войск, но в это время восстал его дядя Цифу Бутуй, и Фу Цзянь отправил Цифу Гожэня на подавление этого восстания. Однако Цифу Гожэнь объединился со своим дядей, и они объявили, что больше не подчиняются Ранней Цинь.
Тем временем Фу Цзянь потерпел страшное поражение в битве на реке Фэй, и его империя начала распадаться. В 385 году Яо Чан основал государство Поздняя Цинь и убил Фу Цзяня. Узнав об этом, Цифу Гожэнь объявил себя шаньюем, и ввёл собственное летоисчисление, что в те времена означало провозглашение независимости (поэтому среди историков и принято считать 385 год в качестве года основания государства Западная Цинь). Свои земли он разделил на 12 округов, а столицей объявил Юншичэн.
Тем временем Фу Дэн провозгласил себя императором Ранней Цинь, и стал одерживать локальные победы над войсками Яо Чана, поэтому в 387 году Цифу Гожэнь номинально признал себя вассалом Фу Дэна и получил от него титул «Ваньчуаньского князя» (苑川王), однако на летоисчисление Ранней Цинь не перешёл.
Летом 388 года Цифу Гожэнь скончался. Так как его сын Цифу Гунфу был ещё слишком мал, на престол взошёл его брат Цифу Ганьгуй.